# 미워도 다시 한 번
"미워도 다시 한 번"은 정소영이 감독한 대한민국의 영화이다. 1968년 7월 16일에 국도극장에서 단관 개봉되어 370,005명의 관객을 동원하였다. 한국적인 멜로 드라마의 전형으로, 통속적인 소재로 이만큼 흥행에 성공하기도 드물었다. 제12회 부일상에서 감독상과 여우 조연상(전계현)을 수상했다.

## 줄거리
유치원 교사인 혜영은 혼자 하숙하는 신호를 여러가지로 돌봐주다 서로 사랑하게 되고 아이까지 갖는다. 그러나 신호는 유부남이었고, 혜영은 시골에서 신호의 아내와 아이들이 상경하자 이 사실을 알게 된다. 혜영은 신호 곁을 떠나 바닷가에서 영신을 낳아 혼자 기른다. 영신이 어느 정도 자라자 오빠가 찾아와 아이를 신호에게 보낼 것을 권유한다. 혜영은 아이의 장래를 위해 신호에게 아이를 보내기로 결심하고, 신호의 아내에게 아이를 잘 길러달라고 부탁한다. 신호와 신호의 아내는 아이를 잘 돌보려 애쓰지만 아이는 좀처럼 신호의 집에 적응하지 못하고 엄마를 그리워 한다. 결국 아이는 엄마를 찾아가려다 길을 잃는다. 비오는 밤에 아이가 돌아오지 않자 찾아나선 신호는 집 근처에서 아이를 발견한다. 신호는 화를 참지 못해 아이를 야단치고 때마침 아이를 보러 집에 찾아온 혜영이 그 모습을 보고 만다. 혜영은 아이를 자신이 길러야겠다고 결심하고 아이를 다시 시골로 데려간다.

## 출연 배우
- 신영균: 신호 역
- 문희: 혜영 역
- 김정훈: 영신 역
- 전계현: 신호 아내 역
- 안승훈: 선욱 남편 김종만 역
- 박암
- 이충범
- 김정옥
- 김신명

## 제작진
- 제작: 한갑진
- 기획: 정소영
- 원작: 이성재
- 각본: 이성재
- 촬영: 안창복
- 조명: 이기섭
- 음악: 김용환
- 편집: 현동춘
- 미술: 이문현
- 제작사: 한진흥업